# Metropolia di Trebisonda

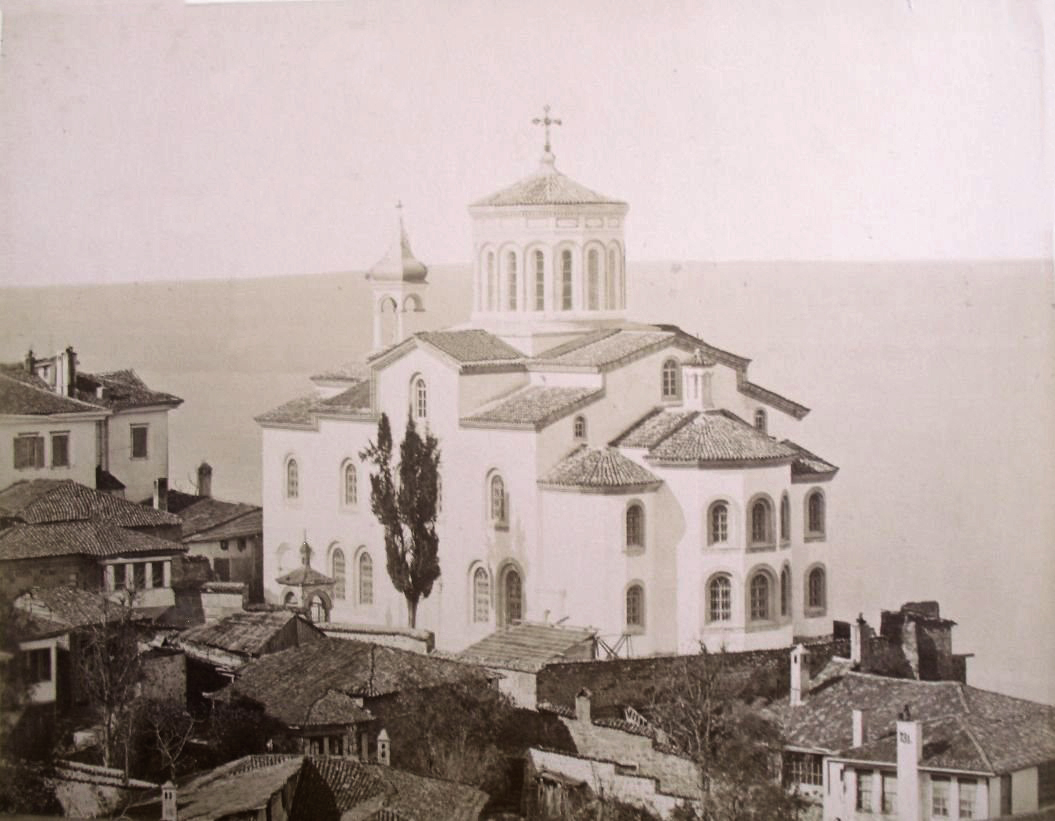
La cattedrale di san Gregorio di Nissa di Trebisonda, distrutta nel 1930.

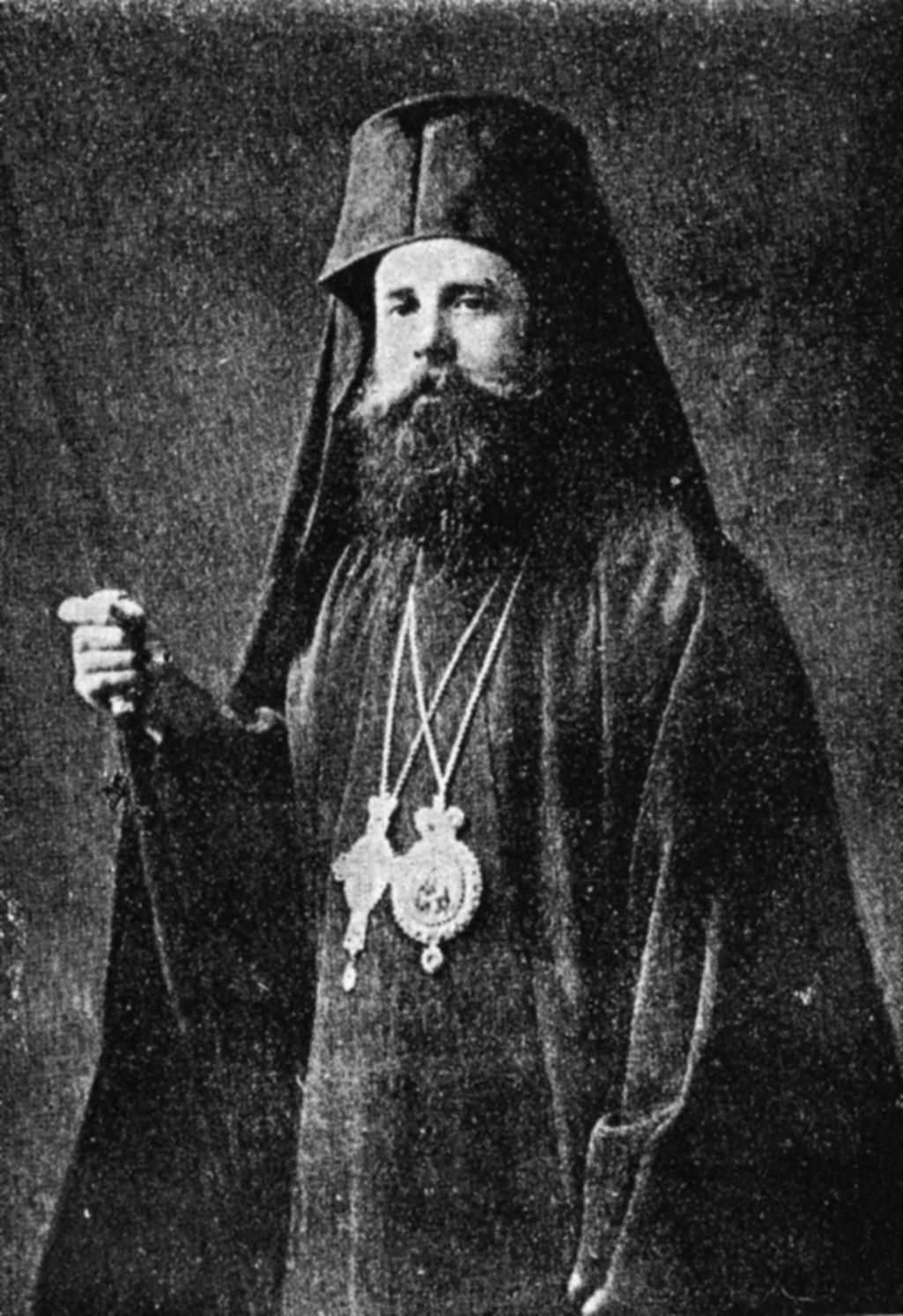
Crisante, ultimo metropolita di Trebisonda, arcivescovo di Atene e di tutta la Grecia dal 1938 al 1941.

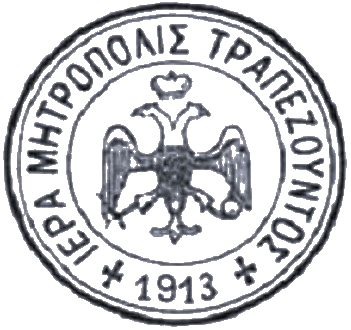
Sigillo della metropolia di Trebisonda.

Mappa delle sedi metropolitane del patriarcato di Costantinopoli in Anatolia attorno al 1880.

La metropolia di Trebisonda (in greco Ιερά Μητρόπολις Τραπεζούντος?, Iera Mitropolis Trapezoúntos) è una sede soppressa del patriarcato di Costantinopoli.

## Storia
Trebisonda, corrispondente alla città di Trabzon nell'odierna Turchia, è un'antica sede arcivescovile della provincia romana del Ponto Polemoniaco nella diocesi civile del Ponto e nel patriarcato di Costantinopoli.
Originariamente suffraganea dell'arcidiocesi di Neocesarea, prima del 787 fu elevata al rango di sede metropolitana con il titolo di Trebisonda di Lazica (a ricordo dell'antica provincia scomparsa). Nella Notitia Episcopatuum attribuita all'imperatore Leone VI (inizio X secolo) Trebizonda è annoverata al 33º posto fra le metropolie del Patriarcato e le sono assegnate sette suffraganee: Cheriana, Chamazur, Chachaeon, Paiper, Cherameos, Lerion e Bizanon.
Le Quien menziona due arcivescovi greci che, in epoca moderna, entrarono in comunione con la sede di Roma, ossia Doroteo (1438-1439), durante il Concilio di Firenze, e Cirillo (1628-1638).
Nell'ottobre del 1698 Trebisonda incorporò i territori della soppressa metropolia di Cerasonte. Questo stesso territorio fu ceduto nel 1913 a vantaggio della metropolia di Chaldia e Cheriana.
La metropolia e le comunità cristiane scomparvero in seguito alla guerra greco-turca e agli accordi del trattato di Losanna del 1923 che impose obbligatoriamente lo scambio delle popolazioni tra Grecia e Turchia. L'ultimo metropolita residente fu Crisante Filippidis, che fu tra i protagonisti della nascita della Repubblica del Ponto, il quale, di fronte all'avanzata turca dovette fuggire; fu condannato a morte in contumacia dall'esercito turco. Successivamente fu ancora nominato metropolita di Trebisonda, ma senza poter più risiedere nella città, la cui cattedrale, dedicata a Gregorio di Nissa, fu rasa al suolo nel 1930.

## Cronotassi

### Epoca romana e bizantina
- Domno † (menzionato nel 325)
- Atarbio † (menzionato nel 451)
- Antipatre † (menzionato nel 530 circa)
- Antimo † (? - circa 533 nominato patriarca di Costantinopoli)
- Antimo † (? - 536 deposto) (per la seconda volta)
- Uranio † (menzionato nel 546/547)[9]
- Teodoro I † (menzionato nel 680)[10]
- Cristoforo † (menzionato nel 787)[11]
- Niceforo † (VIII/IX secolo)[12]
- Giovanni † (inizio del IX secolo)[13]
- Sant'Atanasio Daimonokatalytes † (867 - 886 deceduto)[14]
- Teodoro II (o Teodosio) † (circa X secolo)[15]
- Giorgio † (X/XI secolo)[16]
- Costantino † (prima del 1027 - dopo il 1028)[17]
- Leone † (menzionato nel 1054)[18]
- Giovanni † (metà dell'XI secolo)[19]
- Niceta † (menzionato nel 1079)[20]
- Stefano † (menzionato nel 1140)[21]
- Michele † (menzionato nel 1166)[22]
- Niceta † (fine XII secolo)[23]
- Davide † (circa 1238 - 1263)[24]
- Barnaba † (1311 - 1329)[25]
- Gregorio † (circa 1332 - 1340)[26]
- Acacio † (1341 - circa 1350 deceduto)[27]
- Nifone † (1351 - 19 marzo 1364 deceduto)[28][29]
- Giuseppe Lazaropoulos † (1364 - 1365 o 1367)[30][31]
- Teodosio † (1369 - 1388 ?)[32]
- Antonio † (1395 - 1400)[33]
- Simeone † (menzionato nel 1402)[34]
- Teodolo † (prima del 1407)[35]
- Dositeo † (23 marzo 1415 - 1430/1431 eletto metropolita di Monembasia)[36]
- Doroteo † (1438 - 1439)[37]

### Epoca ottomana e turca
- Pancrazio † (? - 1472 deposto)[38]
- Doroteo † (1472 - ?)[39]
- Gennadio † (menzionato nel 1500 e 1501)[40]
- Gerasimo † (menzionato nel 1506)
- Gennadio † (menzionato nel 1564)
- Massimo † (menzionato nel 1570)
- Antimo † (menzionato nel 1583)
- Teofane † (menzionato nel 1591 e 1593)
- Gerasimo † (1596 - 1610)
- Ignazio † (1610 - 1620)
- Senofonte † (1620 - agosto 1628 deceduto)
- Cirillo † (5 agosto 1628 - 1638)
- Antimo † (1638/1639 - 1640)
- Lorenzo † (1640/1641 - dicembre 1659 deceduto)
- Filoteo † (24 dicembre 1659 - 1665 deposto)
- Gioannizio † (3 novembre 1665 - 10 marzo 1689)
- Nettario † (aprile 1689 - 1705/1706)
- Paisio † (prima di marzo 1706 - dopo giugno 1717)
- Ignazio † (menzionato nel 1721)
- Anania † (settembre 1722 - 1736)
- Anania † (marzo 1736 - 1764)
- Doroteo † (17 agosto 1764 - 1798)
- Partenio † (marzo 1798 - 1830 deceduto)[41]
- Costanzo † (luglio 1830 - aprile 1879 deceduto)
- Gregorio Kalliadis † (12 maggio 1879 - 22 dicembre 1884 eletto metropolita di Salonicco)
- Gregorio Giannaros † (29 dicembre 1884 - 17 marzo 1888 eletto metropolita di Rodi)
- Filareto Vafidis † (14 maggio 1888 - 10 ottobre 1889 eletto metropolita di Kastoria)
- Gabriele Iatroudakis † (10 ottobre 1889 - 23 aprile 1893 sospeso)
- Costanzo Karatzopoulos † (29 aprile 1893 - 18 giugno 1906 deceduto)
- Costantino Arampoglous † (29 giugno 1906 - 2 aprile 1913 eletto metropolita di Cizico)
- Crisante Filippidis † (29 maggio 1913 - 10 febbraio 1922 eletto metropolita di Maronia)
- Crisante Filippidis † (27 ottobre 1922 - 13 dicembre 1938 eletto arcivescovo di Atene)